# 萨拉·伯顿
萨拉·伯顿（娘家姓：Galante，1925年4月1日—1987年2月1日）是一位美国政治人物，1983年起担任加利福尼亚州的美国众议院议员，至1987年因大腸癌离世，丈夫是菲利普·伯顿。